# Sông Vệ (thị trấn)
Sông Vệ là một thị trấn thuộc huyện Tư Nghĩa, tỉnh Quảng Ngãi, Việt Nam.
Thị trấn Sông Vệ có diện tích 2,7 km², dân số năm 1999 là 7326 người, mật độ dân số đạt 2713 người/km².